# Oleandra sibbaldii
Oleandra sibbaldii là một loài dương xỉ trong họ Oleandraceae. Loài này được Grev. mô tả khoa học đầu tiên năm 1848.